# إينوك فينويك
إينوك فينويك (بالإنجليزية: Enoch Fenwick)‏ هو كاهن كاثوليكي أمريكي، ولد في 15 مايو 1780 في مقاطعة سانت ماري في الولايات المتحدة، وتوفي في 25 نوفمبر 1827 في جامعة جورجتاون في الولايات المتحدة.